# ペレ草田
ペレ草田（ぺれくさだ、1979年9月12日 - ）は、日本のお笑いタレント（ピン芸人）。本名:草田 幸児（くさだ こうじ）。大阪府大阪市出身。吉本興業所属。

## 人物
小学校1年からの幼馴染である山本剛（元マキシマムパーパーサム）と上京し、東京NSCに入学。コンビ「2人知事」を結成するも、3年で解散。
その後、NSC時代の同期である芝崎英昭と「くまん蜂兄弟」を結成するも、約1年で解散。すぐにNSC時代の同期である玉代勢直と「エクステンション」を結成。2005年6月から2010年5月まで活動した。エクステンション解散後はピン芸人として活動している。
交友関係に関しては幅広く、自身の所属するよしもとクリエイティブ・エージェンシーに限らず、他事務所や、芸能人、アーティストとの親交も深い。山本耕史とは夜な夜なカラオケで2人でBOØWYのものまねをして夜を明かし、それがきっかけとなり中居正広が司会を務めるフジテレビの『うもれびと』に出演した。
また、とある本の出版イベントでネタを披露しているところをイベント出席者として招かれていたL'Arc〜en〜Ciel、VAMPSのボーカリストであるhydeが偶然楽屋でネタを聴いており「布袋さんが来られてるならご挨拶に行かないと」と誤るほどのレベル。そこからhydeが芸風を気に入り、忘年会や打ち上げにブッキング。そこからhyde自身が毎年主催しているハロウィンパーティフェスへ毎年招かれるなど親交は深い。

## 芸風
ものまねは布袋寅泰を中心に、藤原竜也、本田圭佑、安藤忠雄、ベッキーなど。
元々ものまね芸人では無かった為、自身の単独ライブ『Pele Station』や事務所ライブではものまねでは無く、1人コントを中心に活動。
2016年9月2日に放送されたフジテレビの特番「爆笑そっくりものまね紅白歌合戦スペシャル」では『藤原竜也軍団』として出演。ネット上では「何回でもみてしまう」「クソ笑った」「やばい」などのつぶやきが見られ、オンエア後にはYahoo!のリアルタイム検索で1位となり、大きな爪あとを残した。
R-1ぐらんぷりは2012年から2014年まで3年連続で準々決勝進出。
ニコニコ超会議2023では、超大相撲ブースにて2日間に渡りMCとして抜擢。初日である2023年4月22日には、第72代横綱である稀勢の里（元二所ノ関親方）と、2日目には、第71代横綱の鶴竜、さらには第69代横綱の白鵬（元宮城野親方）や小林幸子とのトークを務めた。
2023年9月6日開催の黒フェスにシークレットゲストとして出演。布袋寅泰作曲の「サラバ、愛しき悲しみたちよ」をももいろクローバーZと共に歌い、会場を盛り上げた。
2023年12月26日に開催されたDAIGOのファンクラブである「DAIGO MOBILE」のラストイベント、DAIGO MOBILE FINAL FAN MEETINGでは司会を務めた。
2024年9月15日、ペレ草田は東京・EX THEATER ROPPONGIで開催された中山秀征の音楽イベント「HIDE LIVE2024 TOO MUCH NIGHT 今夜も最高！」に出演し、布袋寅泰のものまねで登場した。中山が演じる吉川晃司とともにCOMPLEXの「BE MY BABY」を熱唱し、東京ドーム公演を再現した。

## 出演

### テレビ
- ガキの使いやあらへんで（日本テレビ、第1回山-1グランプリ）
- アメトーーク！（テレビ朝日、ものまね芸人2014）
- アメトーーク！（L'Arc〜en〜Ciel大好き芸人）[5]
- 爆笑！そっくり！ものまね紅白歌合戦（フジテレビ、準レギュラー）
- うもれびと（フジテレビ）
- 水曜日のダウンタウン（TBS）
- とんねるずのみなさんのおかげでした（フジテレビ、細かすぎて伝わらないものまね選手権）
- ゴッドタン（テレビ東京）
- あらびき団（TBS）
- ぐるぐるナインティナイン（日本テレビ）
- MATSUぼっち（フジテレビ）
- イタズラジャーニー（フジテレビ）
- 有吉ゼミ（日テレ）
- A-Studio（TBS）
- ドラマ対抗お宝映像アワード（フジテレビ）
- リンカーン（TBS）
- やりすぎコージー（テレビ東京）
- やりすぎ都市伝説（テレビ東京）
- ざっくりハイボール（テレビ東京）
- キンコンヒルズ（テレビ東京）
- 音楽戦士ミュージックファイター（日テレ）
- ものまねバトル（日テレ）
- 爆笑！ものまねウォーズ（TBS）
- 森田一義アワー笑っていいとも！（フジテレビ）

### ラジオ
- ペレ草田のRADIO!RADIO!RADIO!（エフエム世田谷、2018年7月4日 - 、毎週水曜夜11時）

### ライブ
- ROCK IN JAPAN FESTIVAL（2007、2008、2009年）
- 音楽と髭たち（新潟県長岡市）
- ハロウィンパーティフェス（HYDE主催）[6]
- 商店街バンド（JUDY AND MARYTAKUYA主催、準レギュラー）
- ヘアートニック（トレンディエンジェル、2015、2016、2017年）
- ウンチキンスキン（KenKen&DOCTOR HASEGAWA主催）
- 葉加瀬太郎サマーフェス'18 – 〜50thanks evolution〜
- 黒フェス2023 〜白黒歌合戦〜
- DAIGO MOBILE FINAL FAN MEETING
- HIDE　LIVE2024　TOO　MUCH　NIGHT　今夜も最高！（2024年）